# Docimodus
Рід налічує 2 види риб родини цихлові.

## Види
- Docimodus evelynae Eccles & Lewis 1976
- Docimodus johnstoni Boulenger 1897